# Alfred Sous
Alfred Sous (* 24. November 1925 in Rheydt; † 6. April 2011 in München) war ein deutscher Oboist, Hochschullehrer und Autor.

## Leben
Im Alter von 14 Jahren begann er seine musikalische Ausbildung an der Heeresmusikschule Bückeburg. 1942 wurde er eingezogen. Nach seiner Ausbildung zum Soldaten kam er an die Ostfront und 1943 in sowjetische Kriegsgefangenschaft.
Nach sieben Jahren Kriegsgefangenschaft, wo er „Intendant“ einer Lager-Theatergruppe war, beendete er sein Musikstudium bei Winschermann. Sein erstes Engagement war in Darmstadt. Danach, 1952, ging er als Solooboist nach Frankfurt zum Radio-Sinfonie-Orchester des Hessischen Rundfunks. Außerdem war er Mitglied der Cappella Coloniensis und des Bayreuther Festspielorchesters.
Sous war Professor an der Hochschule für Musik und Darstellende Kunst Frankfurt am Main für das Fach Oboe.
Er veröffentlichte Werke über die Geschichte des Bayreuther Festspielorchesters und auch über die bisher einzige Auslandsreise des Bayreuther Ensembles das Buch „Tannhäuser pilgert nach Tokyo“,  sowie des Radio-Sinfonie-Orchesters Frankfurt. Bekannt wurde er unter anderem mit seinem Krimi „Tosca“ und der Satire „Broderich komponiert schwarze Löcher“. Eine weitere Satire ist „Die Spinne des Pfarrers oder Festspielfreie Zone Lüttelborn“. Außerdem der biographisch angelehnte Roman „Bernhard Winterbach, Jahrgang1925“.
Sous heiratete 1953 die Organistin und Cembalistin Margarete Grafe. Aus der Ehe ging eine Tochter hervor.
Nach seiner Pensionierung lebte Sous 12 Jahre in Südspanien, bevor er wieder nach Deutschland zurückkehrte und seine letzten Lebensjahre in Weilheim und München verbrachte.

## Werke (Auswahl)
- Neue Oboenschule. Unter Einbeziehung der Elementarschule für Oboe von Gustav Adolf Hinke. Edition Peters, 1971, ISMN 979-0-0140-5866-1 (Suche im DNB-Portal) (Suche im WorldCat).
- Das Bayreuther Festspielorchester: Geschichte und Gegenwart. Ansporn-Verlag, 1988, ISBN 3-924706-31-X.
- Tosca. Buch&Media Verlag, 2006, ISBN 3-86520-221-7.